# 드니프로 국제공항
드니프로 국제공항(우크라이나어: Міжнародний аеропорт «Дніпро», 영어: Dnipro International Airport, IATA: DNK, ICAO: UKDD)은 우크라이나 드니프로페트로우스크주 드니프로에 위치한 국제공항이다. 드니프로 도심에서 남동쪽으로 15km 정도 떨어진 곳에 위치한다.
해발 147m에 위치하며 콘크리트 표면을 띤 기길이 2,841m, 폭 44m의 활주로가 있다. 드니프로아비아의 허브 공항이기도 하다. 2011년에는 여객 터미널을 건설하는 계획을 시작했다. 이 계획은 하르키우에 위치한 하르키우 국제공항과 동일한 사양을 가진 대형 국제터미널이었지만 얼마 지나지 않아서 중단되었고 기초 공사 이상의 공사는 이루어지지 않고 있었다. 2022년 러시아의 우크라이나 침공이 진행 중이던 2022년 3월 15일에 러시아 군대의 미사일 공격을 받으면서 파괴되었다.

## 운항 노선
| 항공사        | 목적지           |
| ------------- | ---------------- |
| 윈드로즈 항공 | 키이우(보리스필) |